# Laurent Dorigo
Pour les articles homonymes, voir Dorigo.
Laurent Dorigo, né le 10 novembre 1943 à Paris, est un joueur international de basket-ball français.
Il est le frère cadet de Maxime Dorigo.

## Biographie
Laurent Dorigo accomplit ses premiers pas de basketteur au club parisien de la Jeanne d'Arc de Charonne [1].
Il décline toute sélection internationale à compter de l'âge de 25 ans.

## Clubs
- 1961 - 1978 :  Alsace Bagnolet (Nationale 1)
- 1978 - 1982 :  Stade Français (Nationale 1)

## Palmarès
- 1962 Champion de France avec l'Alsace Bagnolet
- 1967 Champion de France avec l'Alsace Bagnolet

## Sélections internationales
Laurent Dorigo est sélectionné 38 fois en équipe de France,  sous la direction, pour l'essentiel, d'André Buffière, puis sous celle de Joe Jaunay [1].

## Sources
1. L'Equipe Basket Magazine n°20 de janvier 1973 incluant notamment un reportage de Jean-Pierre Dusseaulx intitulé Laurent Dorigo le franc tireur..
- Maxi-Basket